# Marta Gryniewicz
Marta Gryniewicz (ur. 5 grudnia 1976 w Łodzi) – polska artystka fotografik, fotosista filmowy, scenograf, przedsiębiorca żydowskiego pochodzenia.
Dokumentalistka na planach filmowych, stosuje techniki cyfrowe do przetwarzania fotografii. Jej zdjęcia były publikowane wielokrotnie w tygodniku „Polityka”, „Aktiviście” i w „Dzienniku Łódzkim”. Laureatka Nagrody Polityki w 2006 roku za zdjęcia zamku w Drzewicy, zamku Krzyżtopór w Ujeździe i zamku w Mosznej. Absolwentka Wydziału Zarządzania Społecznej Wyższej Szkoły Przedsiębiorczości i Zarządzania w Łodzi.
Siostra Małgorzaty Gryniewicz, córka rzeźbiarza Wojciecha Gryniewicza.

## Filmografia
- 2005: Inspiracje – scenografia, fotosy
- 2003: Łosie w krainie krasnali – fotosy, dźwięk[1]